# Julieta Norma Fierro Gossman
Julieta Norma Fierro Gossman (née à Mexico le 24 février 1948), mieux connue sous le nom de Julieta Fierro, est une astrophysicienne et communicatrice scientifique mexicaine. Elle est chercheuse à part entière à l'Institut d'Astronomie et professeur à la Faculté des Sciences de l'université nationale autonome du Mexique (UNAM). Elle fait partie du Système National des Chercheurs du Mexique, occupant un poste de niveau III. Depuis 2004, elle est membre de l'Académie Mexicaine de Langue,.
Ses recherches portent sur l'étude du milieu interstellaire et ses dernières recherches portent sur l'étude du Système solaire. Néanmoins, elle est surtout connue pour son travail de communication scientifique. Elle est titulaire de trois doctorats honoris causa et plusieurs laboratoires, bibliothèques, planétariums, sociétés astronomiques et écoles portent son nom,.

## Biographie
Julieta Fierro est née le 24 février 1948 à Mexico. Elle a étudié la physique à l’École des Sciences de l’UNAM (en) et a obtenu son diplôme en 1974. Elle a ensuite obtenu une maîtrise en astrophysique dans la même institution. Elle est chercheuse à l'Institut d'Astronomie de l'UNAM et professeur titulaire à l'École des Sciences de la même université,,.
De mars 2000 à janvier 2004, elle a été directrice générale du rayonnement scientifique de l'UNAM. Elle a occupé des postes tels que vice-présidente et présidente de la Commission d'éducation de l'Union astronomique internationale et présidente de l'Académie mexicaine des professeurs de sciences naturelles et de l'Association mexicaine des musées scientifiques et technologiques. De plus, elle a appartenu au conseil d'administration de l'Astronomical Society of the Pacific, qui se concentre sur la communication scientifique pour améliorer l'éducation,,.
Elle a été élue membre de l'Académie mexicaine de la langue le 24 juillet 2003 et a pris possession de sa 25e chaire le 26 août 2004, avec la conférence intitulée Imaginemos un Caracol (« Imaginons un escargot »). Elle a été élue membre correspondant de l'Académie royale espagnole le 21 avril 2005,.

## Communication scientifique
Tout au long de sa carrière, elle a écrit 40 livres, dont 23 sur la vulgarisation scientifique. Elle a publié des dizaines d'articles dans des revues nationales et internationales. L'un de ses écrits a été publié en maya. Dans le but de communiquer la science à un public plus large, elle a donné des centaines de conférences et de conférences et a conçu plusieurs ateliers scientifiques pour les enfants. En 2020, elle a publié une série d’activités scientifiques à réaliser à la maison pendant les périodes de confinement dues à la pandémie de COVID-19,.
Elle a participé à la création de la salle d'astronomie de l'Universum (en), l'un des musées universitaires les plus populaires d'Amérique latine. Elle a été directrice de l'Universum et du Musée Descubre (en) d'Aguascalientes. Elle a collaboré à la création d'un musée des sciences à Porto Rico et de l'observatoire McDonald aux États-Unis et du Sutherland en Afrique du Sud. Elle collabore activement avec l'Universum, le Musée des Sciences Naturelles, le Museo de la Luz (Musée de la Lumière), l'Observatoire McDonald au Texas et à Porto Rico, ainsi qu'avec la Global Fair au Japon,.
Elle a participé à des milliers d'émissions de radio où elle lit des articles sur la science et parle de sa passion pour celle-ci. Parfois, elle invite d’autres scientifiques et les interviewe pour enrichir la conversation. Elle a animé une série télévisée intitulée : Más allá de las estrellas (« Au-delà des étoiles »), qui a été choisie comme la meilleure émission scientifique au Mexique en 1998. Sa collaboration la plus récente avec la télévision mexicaine a été avec Canal 11 (en), une chaîne de l'Instituto Politécnico Nacional. avec l'émission télévisée intitulée Sofía Luna, agente espacial (« Agent spécial, Sofia Luna »),,.

### Publications sélectionnées
- (es) La astronomía de México, Lectorum, 2001 (ISBN 968-5270-55-4)
- (es) Héctor Domínguez, Albert Einstein: Un científico de nuestro tiempo, Lectorum, 2005 (ISBN 970-32-1108-9)
- (es) Lo grandioso de la luz, Gran paseo por la ciencia, Editorial Nuevo México, 2005 (ISBN 970-677-181-6)
- (es) Lo grandioso del tiempo, Gran paseo por la ciencia, Editorial Nuevo México, 2005 (ISBN 970-677-179-4)
- (es) Adolfo Sánchez Valenzuela, Cartas Astrales: Un romance científico del tercer tipo, Alfaguara, 2006 (ISBN 968-19-1175-X)
- (es) Héctor Domínguez, La luz de las estrellas, Ediciones La Vasija, 2006 (ISBN 970-756-095-9)
- (es) Héctor Domínguez, Galileo y el telescopio, 400 años de ciencia, Ferrari Editores, 2007 (ISBN 970-756-238-2)
- (es) Héctor Domínguez, Newton, la luz y el movimiento de los cuerpos, Ferrari Editores, 2007 (ISBN 9789707562820)

De la collection Ciencia para todos (science pour tous) du Fondo de Cultura Económica de México, ses principales œuvres sont :
- (es) Manuel Peimbert Sierra, La Evolución Química del Sol, 2012 (ISBN 978-607-16-12373)
- (es) Silvia Torres Castilleja, Nebulosas planetarias: la hermosa muerte de las estrellas, 2009 (ISBN 978-607-16-0072-1)
- (es) Manuel Peimbert Sierra, Silvia Torres Castilleja, Miguel Ángel Herrera, Miriam Peña, Luis Felipe Rodríguez, Dany Page, José Jesús González et Deborah Dultzin, Fronteras el universo, 2000 (ISBN 9789681661038)
- (es) Miguel Ángel Herrera, La familia del Sol, 1989 (ISBN 978-968-16-7076-4)

## Prix et reconnaissances
Tout au long de sa carrière, elle a été récompensée par de multiples prix et son travail est reconnu par différentes instituts,, :
- The World Academy of Sciences (1992)
- Prix Kalinga, UNESCO (1995)
- Primo Rovis Gold Medal, Trieste Center of Astrophysical Theory (1996)[17]
- Prix Klumpke-Roberts, Astronomical Society of the Pacific (1998)[18]
- Prix national pour le journalisme scientifique (1998)
- Prix latino-américain pour la popularisation de la science (Chili, 2001)[19]
- Médaille du citoyen et du mérite de l'Assemblée des représentants de la Ville de Mexico, 2003
- Médaille Benito Juárez, 2004
- Reconnaissance Flama, Université autonome de Nuevo León, 2005
- Médaille Vasco de Quiroga, 2011[20]
- Prix régional TWAS-ROLAC, 2017[21]
- Médaille du mérite scientifique, 2021. Ingénieur Mario Molina[22],[23].
- Élu à l'Académie américaine des arts et des sciences, 2023. Classe I – Sciences mathématiques et physiques. Section 4 – Astronomie, astrophysique et sciences de la Terre[24].

### Diplômes honorifiques
- 2006 : Primé par le CITEM 2009 : Décerné par la Coordinadora de Identidades Territoriales Mapuche et l'université Michoacán de Saint Nicolas d'Hidalgo (en)  2017 : Décerné par l'Universidad Autónoma Benito Juárez de Oaxaca[25]